# Micrasema canusa
Micrasema canusa är en nattsländeart som beskrevs av Lazar Botosaneanu 1990. Micrasema canusa ingår i släktet Micrasema och familjen bäcknattsländor. Inga underarter finns listade i Catalogue of Life.